# پیپک-گلداستون، نیوجرسی
پیپک-گلداستون (به انگلیسی: Peapack-Gladstone) شهری در ایالت نیوجرسی کشور ایالات متحده آمریکا است که جمعیت آن در سرشماری سال ۲۰۱۰ میلادی، ۲٬۵۸۲ نفر بوده‌است.